# Jiggy Djé
Vincent Patty (Amersfoort, 26 januari 1981) is een Nederlands directeur van twee platenlabels en als rapper bekend onder de naam Jiggy Djé.
Sinds oktober 2006 is hij eigenaar van het label Noah's Ark, waar onder andere de rappers Murda, Hef, Kraantje Pappie en SpaceKees tekenden.
Als rapper werkt hij solo en is lid van de rapformaties DAC, Kohfie Konnect en Great Minds. Hij wordt ook wel "Keyser Punchline" genoemd vanwege zijn punchlines.

## Biografie
De Molukse vader van Patty werd geboren in 1950 en kwam nog voor hij een jaar oud was naar Nederland, waar hij 14 jaar in een kamp verbleef. De moeder van Patty is een witte Nederlandse. Patty heeft een oudere zus.
Patty groeide op in Leusden. In Leusden ging hij naar de basisschool 't Ronde. Hij volgde vwo op Het Nieuwe Eemland in Amersfoort. Hij begon te luisteren naar hiphop rond 1993.
Patty werkte mee op het album 'Amersfoortstalige Hiphop' (2000). Hij bracht met de groep DAC (De Amersfoortse Coöperatie) twee albums uit (diDACtici (2002) en Professioneel Chillen (2005)). Na het verschijnen van diDACtici werd er met DAC volop opgetreden. Hij woont samen met rapper SpaceKees, met wie hij veel samenwerkt.
Bij de Grote Prijs van Nederland won Patty in 2006 de Publieksprijs.
Op 2 oktober 2006 bracht Patty zijn debuutalbum uit, getiteld Noah's Ark. Alle tracks, behalve track 13, zijn opgenomen in Fonc Studios. De beats zijn geproduceerd door Terilekst, en op de plaat staan features van SpaceKees (Track 12, Refrein Track 5, verscheidene intro's & Skits), Unorthadox (Track 6 & 10) en Terilekst (Track 6).
Kohfie Konnect (Jiggy Djé, Terilekst, Tenshun en Frankie Boxcutta) bracht eind 2008 een album uit, getiteld Hetiszover, geproduceerd door Terilekst.
Patty heeft meegewerkt aan verschillende mixtapes, waaronder de First-Assignment Mixtape van DJ-Law, The Revert Mixtape van DJ Elected, en de Mixtape "Fo The Heads" van DJ Krylon.
Hij heeft ook de vocalen op zich genomen op SpaceKees & Terileksts Track 'Ik wil een meisje'.
Op 20 april 2009 kwam Patty's tweede soloalbum uit, getiteld De Ark de Triomf. De muziek op deze cd is gemaakt door Terilekst, FS Green en SirOJ. Naast Jiggy Djé zijn ook Pete Philly, SpaceKees, Turk en Hef te horen op de plaat. Op deze cd zijn minder punchlines te horen en de toon van de cd is meer de filosofische kant op.
Op zijn dertigste verjaardag (2011) kondigde Patty op Twitter zijn derde album aan, Het Grote Plaatje. Het album zou volledig geproduceerd worden door de nieuwste Noah's Ark producer Yung Felix, in tegenstelling tot eerdere albums. De publicatie van het album is enkele malen uitgesteld. In maart 2015 was het nog steeds niet bekend wanneer het zou uitkomen.
In 2013 en 2014 was Jiggy Djé vooral druk bij rapgroep Great Minds. Deze groep bestaat verder uit Sticks, Winne en producer Dr. Moon. Deze groep bracht in 2013 een gelijknamig album uit. In 2014 werkte hij in Spanje aan nieuwe muziek met SpaceKees en Yung Felix van Noah's Ark.
Sinds oktober 2006 is hij eigenaar van het label Noah's Ark, waar onder andere de rappers Murda, Hef, Kraantje Pappie en SpaceKees tekenden. Hij is Kees de Koning opgevolgd als directeur van label Top Notch.

## Discografie

### Albums
| Album met eventuele hitnotering(en) in de Nederlandse Album Top 100 | Datum van verschijnen | Datum van binnenkomst | Hoogste positie | Aantal weken | Opmerkingen |
| ------------------------------------------------------------------- | --------------------- | --------------------- | --------------- | ------------ | ----------- |
| Noah's ark                                                          | 2006                  | 14-10-2006            | 75              | 1            |             |
| De ark de triomf                                                    | 2009                  | 25-04-2009            | 32              | 2            |             |

### Jiggy Djé
- 2009 - De Ark De Triomf (Album)
- 2006 - Noah's Ark (Album)

### Kohfie Konnect
- 2008 - Hetiszover (Album)

### Great Minds
- 2013 - Great Minds (Album)

### DAC
- 2005 - Professioneel Chillen (Album)
- 2005 - Professioneel Spinnen (EP/LP)
- 2003 - Springstof (Single)
- 2002 - Didactici (Album)

### Overig werk
- 2016 - Nielson & Jiggy Djé - Hotelsuite
- 2014 - Önder (alias Murda Turk) - Dat Doen We Niet Meer (ft. Cartiez, Ronnie Flex & Jiggy Djé)
- 2014 - Kraantje Pappie - Feesttent (ft. Jiggy Djé)
- 2013 - Great Minds - Doag (ft. Kleine Viezerik & Yung Felix)
- 2012 - Jiggy Djé - Ze Vragen Me
- 2011 - Jiggy Djé ft. Sticks - Ambiance
- 2011 - Jiggy Djé - Mijn Grootste Vijand
- 2011 - Sef - De Leventje EP (EP)

Sef ft. Jiggy Djé - Blits
- 2011 - RBDjan - De Troon (Single)

RBDjan ft. Extince & Jiggy Djé - De Troon (Remix)
- 2010 - DJ Jane Doe - Premier Changed My Life (Mixtape)

Jiggy Djé - Klassieke Primoshit
- 2010 - SirOJ - Goed Ontmoet (Album)

SirOJ met Wudstik & Jiggy Djé - Comfortabel
SirOJ met Jiggy Djé & Dio - Blijf Mezelf
SirOJ met Jiggy Djé - Wij Zijn Daar
- 2010 - Onder - De Kassier: Een Monnie Album (Album)

Onder ft Hef & Jiggy Djé - Populair
Onder ft Kempi, Jiggy Djé en Winne - Nog Meer Succes
- 2010 - Top Notch Extraverganza V (Mixtape)

Jiggy Djé - Hallo
- 2010 - VA

FreshCotton - Voor De Straat met Hef, Winne, Jiggy Djé, Willy, Biseswar & Priester
- 2009 - Winne - So So Lobi (Mixtape)

Winne ft Jiggy Djé - So So Lobi Intro
- 2009 - Kraantje Pappie - Boulimia EP (Album)

Kraantje Pappie ft Jiggy Djé - Punt
- 2009 - VA - Carmen van het Noorden Soundtrack (Album)

Sanquita ft Jiggy Djé en Turk - Femme Fatale
- 2009 - VA - Smoelwerk (Album )

Jiggy Djé - Ik Schijn
- 2009 - Raymzter - Miksteep Vol.1 De Frontline (Mixtape)

Raymzter ft Jiggy Djé en Rajae El Mouhandiz - Stoppen Nooit!
- 2009 - VA - Puna presenteert Propaganda (Mixtape)

Jiggy Djé en SpaceKees - Arkboys
- 2009 - Jimmy G - De Verlossing (Album)

Jimmy G ft Jiggy Djé - Zodra De Beat Pompt
- 2008 - VA - Fatcap Express Mixtape (Mixtape)

Kas, Jiggy Djé en Riske de Rat - Geschiedenis Schrijven
- 2008 - Steffen en Flip - Op vakantie (Soundtrack)

Jiggy Djé - Op vakantie
- 2008 - Turk - Be On The Kijkuit (Mixtape)

Turk ft Jiggy Djé - Jeej Jeej Als Je Ziet Ons
Turk ft Hairo & Jiggy Djé - Succes
Jiggy Djé praat met Turk
Turk ft Jiggy Djé - I Get Money Freestyle
- 2008 - Turk - Turkse Pizza (Album)

Turk ft Jiggy Djé & SpaceKees - De Meeste Foto's Zijn Bedrog
- 2008 - Engel - Engelland (Album)

Engel ft Diggy Dex, Def P & Jiggy Djé - Kleine Jongen(refrein)
- 2008 - SpaceKees - Is Het Dan Zo Kut?! (Single)

SpaceKees ft Jiggy Djé & Kleine Jay - Is Het Dan Zo Kut?!
SpaceKees ft Hux B & Jiggy Djé - De Stijl Remix
- 2008 - SpaceKees - Meer Ruimte (Album)

SpaceKees ft Jiggy Djé - Pe Pe Pe
SpaceKees ft Jiggy Djé & Kleine Jay - Is het dan zo kut
- 2008 - SpaceKees - Ren Nu Het Nog Kan Mixtape  (Mixtape)

SpaceKees ft Jiggy Djé, Wudstik & Hairo - Kribbuhshit
SpaceKees ft Jiggy Djé - Adam & Eva
SpaceKees ft Jiggy Djé - Boom
SpaceKees ft Jiggy Djé - Als T Goed Voelt
- 2008 - MC - Goal Soundtrack  (Verzamelalbum)

Jiggy Djé ft Mr Probz & Sieger M.G. - Oog op het doel
- 2008 - VA - Patta Mixtape 2  (Mixtape)

Jiggy Djé ft FS Green - 1
- 2008 - C'mon - 12 Inches (Vinyl Album)

Jiggy Djé - Jee Jee
- 2007 - Engel & Daniel - Woonbootproducties 2 (Album)

Engel & Daniel ft Diggy Dex, Ki en Tomster - Alle heads aan dek (Jiggy Djé op refrein)
- 2007 - Excellent - Ex-Facta (Album)

Excellent ft Kofhie Konnect - Connex-level
- 2007 - Extince - Toch (Album)

Extince ft Lange Frans, Kempi, Jiggy Djé, Winne en Nina - N.L (Nieuwe Lichting)
- 2007 - VA - 15 Minuten Mixtape (Mixtape)

Jiggy Djé - Tijd voor de show
- 2007 - DJ Urbq - Boilling Point Mixtape (Mixtape)

Jiggy Djé ft SpaceKees - Dit is wat we doen
Jiggy Djé ft SpaceKees - Tot morgen vroeg (Q & Mitch Remix)
D.A.C - Doorhalen [Q & Mitch Remix]
- 2006 - Homegrown 2006 (Verzamelalbum)

Jiggy Djé - Blauwbloed
- 2006 - Excellent - Ex-Calibur (Album)

Excellent ft o.a. Jiggy Djé & Tenshun - The League of Extraordinary MC's
- 2005 - Grootmeester Jan - Collaboratorium (Album)

Grootmeester Jan ft Diggy Dex, Jiggy Djé en Nuclair Family - Grenzeloos
- 2005 - SpaceKees & Terilekst - Ik wil een meisje (Single)

SpaceKees & Terilekst ft Jiggy Djé - Ik wil een meisje
SpaceKees & Terilekst ft Jiggy Djé & Unorthadox - Niemand
Jiggy Djé ft SpaceKees - We doen Ut
- 2005 - DJ Savage - Bon-A-Part 1 (Mixtape)

Jiggy Djé ft Frankie - Keizer Punchlijn Exclusive
- 2005 - DJ Law - The First Assigment (Mixtape)

Kofhie Konnect (Jiggy Djé) - Freestyle Part 1
- 2005 - Patta Mixtape (Verzamelalbum)

Jiggy Djé ft SpaceKees - Schoenmaten
- 2005 - VA - We Hebben Maar Een Paar Minuten Tijd (Verzamelalbum)

Jiggy Djé - Hetzelfde liedje
- 2005 - VA - Homegrown 2005 (Verzamelalbum)

Jiggy Djé - Kleren van de Keyser
- 2005 - VA - 555 Mixtape (Niet verschenen)

Jiggy Djé - Untitled
- 2005 - Jiggy voor Nalden.net  (Online)

Jiggy Djé - Nalden.net Exclusive
- 2005 - SpaceKees - De Raw Tapes Collection VOORMIJNGOEDVRIENDEN (Album)

SpaceKees ft Jiggy Djé - Hobbelbobbel
SpaceKees ft Jiggy Djé - Oh heer lijd me
SpaceKees ft Jiggy Djé & Hux-B - Regiment Genietroepen
- 2005 - SpaceKees - (Auto)Biografie (Album)

SpaceKees ft Jiggy Djé - Schijnheilig [Maniak diss]
- 2005 - Made in da shade - Scarfaced (Verzamelalbum)

Kofhie Konnect (Jiggy Djé & Tenshun) ft Terilekst - Littekens
- 2003 - Castro - Shockgolf

Castro ft Jiggy Djé - Rappers hier
- 2003 - DJ Krylon - Fo The Heads Up Part 6 (Mixtape)

Jiggy Djé - Bekvechtgedrag
- 2004 - Jiggy voor NLHiphop.net (Online)

Jiggy Djé - Gooi je hand op
- 2003 - ML75 MC Contest (Onine)

Jiggy Djé met GMC, Presto, MBenz, Terilekst, Nitrobass en Tim - Majour League 75
- 2003 - SpaceKees - Keeskabaret (Album)

SpaceKees ft 3e kamer, Jiggy Djé & Grootmeester Jan - Interlokaal
SpaceKees ft Jiggy Djé - Gek doen
SpaceKees ft Jiggy Djé - Keeskabaret skit #1
- 2003 - BSE - Het Virus Verspreidt (Album)

Engel ft Jiggy Djé - Voor jou
- 2002 - BSE - BSE is nu verkrijgbaar (Album)

Engel ft Jiggy Djé - Represent
- 2002 - DJ Elected - Sounds of Revert (Mixtape)

Jiggy Djé - Relax
- Onbekend - Losse tracks

Jiggy Djé - Vertiefde van het liefde
Jiggy Djé - Geboortedag